# Liste der Kulturdenkmale in Amazonas
Die Liste der Kulturdenkmale in Amazonas verzeichnet die im Instituto do Patrimônio Histórico e Artístico Nacional (IPHAN) gelisteten Kulturdenkmale im brasilianischen Bundesstaat Amazonas.
| Denkmal                          | Gemeinde | Lage | Bemerkung                                                     | IPHAN-Nr. | Art                       | Datum                | Bild |
| -------------------------------- | -------- | ---- | ------------------------------------------------------------- | --------- | ------------------------- | -------------------- | ---- |
| Centro histórico de Manaus       | Manaus   | Lage |                                                               | 1614      | National; Gebäudeensemble | 2012                 |      |
| Mercado Municipal Adolpho Lisboa | Manaus   | Lage |                                                               | 1179      | National; Gebäudeensemble | 1985 (Juli 1987)     |      |
| Porto de Manaus                  | Manaus   | Lage |                                                               | 1192      | National; Gebäudeensemble | 1987                 |      |
| Reservatório de Mocó             | Manaus   | Lage | Caixa D’Água, genannt Reservatório de Mocó, am Praça de Chile | 1127      | National                  | 1984 (April 1985)    |      |
| Teatro Amazonas                  | Manaus   | Lage |                                                               | 693       | National; Gebäude         | 1963 (Dezember 1966) |      |